# La Vie colorée
La Vie colorée (Das Bunte Leben), ou La Vie mélangée est une peinture à l'huile de 1907, réalisée par Vassily Kandinsky. Elle est conservée à la Lenbachhaus de Munich.

## Historique
Le collectionneur d'art néerlandais Emanuel Lewenstein l'a achetée immédiatement après qu'elle fut terminée, en 1907. Après sa mort, sa veuve Hedwig l'a prêtée à Amsterdam, au Stedelijk Museum pour qu'elle y soit conservée.
Le 3 mars 2017, trois de ses héritiers ont déposé une plainte à New York contre la Bayerische Landesbank, déclarant qu'ils sont aujourd'hui les propriétaires légitimes de l’œuvre, maintenant évaluée à 80 millions de dollars. L'accusation soutient que la peinture a été effectivement enlevée à ses propriétaires légitimes, en 1940, puis vendue, en violation du droit international. Ceci au cours de la période de l'occupation nazie aux Pays-Bas, dans le cadre de la poursuite de la campagne de génocide juif.

## Analyse
Cette œuvre achève une série de contes de fées poétiques (Poèmes sans mots, Xylographie) dans lesquels Kandinsky tire profit de la technique, du style et du mode lyrique des bois gravés. Il y représente la vie de la vieille Russie, montrant non seulement ses aspects religieux, la vie et la mort, mais aussi des petites scènes de la vie quotidienne.
Pour l'historien de l'art et philosophe Hajo Düchting, ce tableau est l'un des plus importants de la première période du peintre à Munich de 1896 à 1911. Le premier regard donne l'impression d'une foule qui se promène sans but dans un paysage automnal. Au-dessus d'elle, une ville somptueuse domine sur une colline. Peu à peu, le spectateur décèle des motifs plus précis composés de groupes de personnages. Ils forment une composition à éléments multiples. La répartition des personnages est très libre. Ils sont formés de touches de couleurs qui semblent flotter sur la texture de la toile. Le peintre Kandinsky écrit lui-même à ce propos qu'il voulait en premier lieu « entremêler les masses, les taches et les lignes » et qu'il a « utilisé une vue à vol d'oiseau [lui permettant] de placer les figures l'une au dessus de l'autre ». En peignant ce patchwork bigarré de contes de fées Kandinsky s'est exercé à représenter une image abstraite.

## Documentaires
- 2015, Carlos Franklin : La Vie mélangée de Vassily Kandinsky in Les Petits Secrets des grands tableaux, documentaire Arte (27 min).